# Premio "La Giara"

Il premio nazionale "La Giara" è stato un concorso letterario, svoltosi in sei edizioni dal 2012 al 2017, indetto dalla Rai su iniziativa del vice direttore Rai Gianfranco Comanducci e del regista Michele Guardì.
Si trattava di un premio per giovani scrittori, di età compresa tra i diciotto e i trentanove anni, residenti in Italia. Le opere in concorso venivano valutate dalle commissioni regionali di appartenenza, ventuno su tutto il territorio. Ogni partecipante alla selezione poteva concorrere con una sola opera originale e inedita, scritta in prosa in lingua italiana, di lunghezza non inferiore ai 180.000 caratteri, spazi inclusi. Erano ammessi a concorrere solo romanzi, perciò erano escluse le raccolte di racconti e poesie.

## Il premio
La selezione delle opere partecipanti si svolgeva in due diversi momenti. Una prima fase si compiva a livello regionale e veniva condotta da una commissione formata da cinque giurati, esperti di narrativa ed editoria, scelti in base al ruolo svolto e alla rilevanza che ricoprivano a livello culturale nella propria regione con particolare attenzione a coloro i quali provenivano dalle maggiori testate giornalistiche.
Il fine ultimo di questa fase era quello di portare a termine due compiti principali: il primo consisteva nella verifica puntuale dei requisiti previsti dal regolamento di partecipazione. Il secondo si realizzava con la scelta delle due opere che si erano distinte all'interno del quadro regionale, e che avevano quindi accesso alla nuova selezione. La seconda fase della selezione delle opere avveniva invece a livello nazionale, dove veniva istituita una commissione, composta da un massimo di nove a un minimo di sette componenti tra cui, due membri del Laboratorio di Scrittura creativa di Rai Eri, e da illustri personalità del mondo della cultura, dell'editoria e dell'informazione a livello nazionale.
Era infine questa commissione che determinava, tra le quarantadue opere precedentemente selezionate, i sei lavori finalisti; da questi, durante la serata conclusiva del concorso ad Agrigento, veniva decretata la terna definitiva dei vincitori.
Il vincitore era insignito della “Giara d'oro” e aveva la possibilità di pubblicare la sua opera con Rai Eri, assicurandosi anche la distribuzione in tutte le librerie nazionali. Agli altri due finalisti venivano invece consegnate la “Giara d'argento” e la “Giara di bronzo”, rispettivamente per il secondo e per il terzo posto.
Il nome del premio deriva dalla celebre novella di Luigi Pirandello La giara, ed è infatti per questo motivo che il Galà finale di premiazione si teneva nella Valle dei Templi, ad Agrigento, luogo d'origine di Pirandello.

## Le edizioni
| Edizione | Data       | Location                     | Conduttore        | Ospiti                                                                                   | Rete tv     | Giarra d'oro | Giarra d'argento                                                                       | Giarra di bronzo                                                              | Telespettatori | Share |
| -------- | ---------- | ---------------------------- | ----------------- | ---------------------------------------------------------------------------------------- | ----------- | --- | -------------------------------------------------------------------------------------- | ----------------------------------------------------------------------------- | -------------- | ----- |
| 1        | 25/07/2012 | Valle dei templi (Agrigento) | Michele Cucuzza   | -                                                                                        | Rai 2       | Roberto Paterlini (31 anni) della Lombardia, con il romanzo Cani Randagi                                                                    | Alice Corsi (37 anni) del Piemonte, con il romanzo La memoria degli alberi             | Manuela Lunati (36 anni) delle Marche, con il romanzo Giochi di mano          |                |       |
| 2        | 25/07/2013 | Valle dei templi (Agrigento) | Michele Cucuzza   | Debora Caprioglio, Remo Girone e Pino Insegno                                            | Rai 2       | Marco Marrocco (36 anni) del Lazio con il romanzo Come l'antenna per i passeri                                                              | Eliana Iorfida (32 anni) della Calabria con il romanzo Sette paia di scarpe            | Salvatore Luca D'Ascia (34 anni) della Campania con il romanzo Supersonico    | 111 000        | 1,41% |
| 3        | 16/07/2014 | Studio 1 Via Teulada (Roma)  | Giancarlo Magalli | Debora Caprioglio, Pino Caruso e Pino Insegno                                            | Rai 2       | Roberto Moliterni (30 anni) della Basilicata con il romanzo Due passi a Berlino Est, poi pubblicato con il titolo Arrivederci a Berlino Est | Giovanni Melappioni (34 anni) delle Marche con il romanzo Missione d'onore             | Daniele Semeraro (37 anni) della Puglia con il romanzo Na' jé m'/Non è adesso |                |       |
| 4        | 31/07/2014 | Studio 1 Via Teulada (Roma)  | Giancarlo Magalli | Debora Caprioglio, Gianfranco Jannuzzo, Pino Caruso, Mirella Limotta e Liborio Guerreri. | Rai 2       | Alessandro Musto (39 anni) del Piemonte con il romanzo Via Artom                                                                            | Francesca Veltri (39 anni) della Calabria con il romanzo Edipo a Berlino               | Erika Bianchi (39 anni) della Toscana con il romanzo Il rischio dell'inverno  |                |       |
| 5        | 14/07/2016 | Sala degli arazzi (Roma)     | Giancarlo Magalli | Debora Caprioglio e Pino Caruso                                                          | Non in onda | Ilaria Tomassini (39 anni) dell'Umbria con il romanzo Le tre vite di Arturo Ferraro                                                         | Angelo Mascolo (29 anni) della Campania con il romanzo Sociedade Esportiva Palmeiras   | Lucio Leone (39 anni) della Campania con il romanzo Il miracolo del diavolo   | N.D.           | N.D.  |
| 6        | 26/09/2017 | Sala degli arazzi (Roma)     | Giancarlo Magalli | Debora Caprioglio, Gianfranco Jannuzzo e Pino Caruso                                     | Non in onda | Filippo Lorrai (33 anni) della Sardegna con il romanzo Il grande Erik                                                                       | Christian Maria Giuseppe Bartolomeo (39 anni) della Sicilia con il romanzo Le quindici | Giuseppe Marotta (19 anni) della Basilicata con il romanzo Lo specchio        | N.D.           | N.D.  |